# 12 cm GrW 42

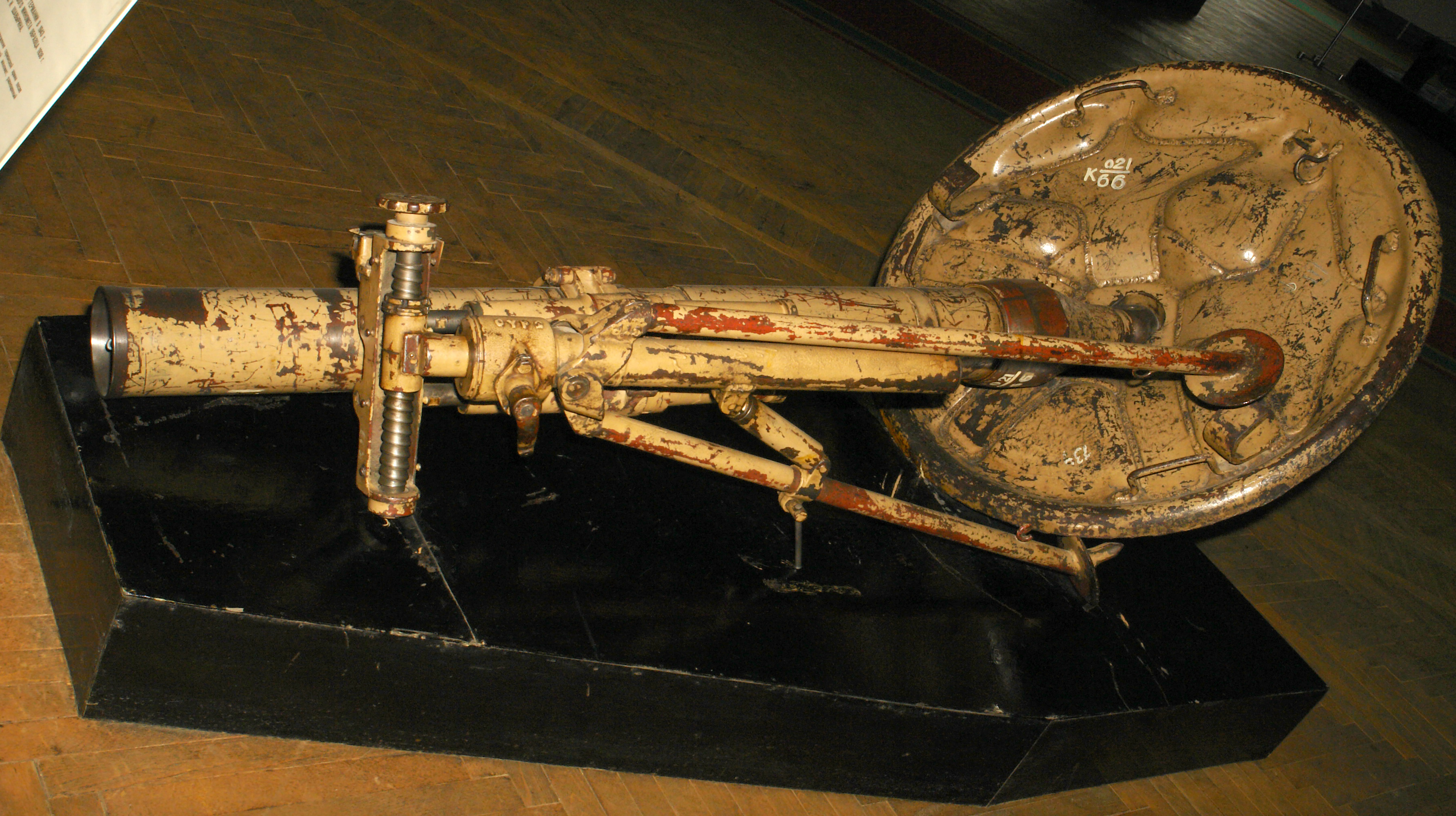
Granatwerfer 42
120mm迫撃砲PM-38と殆ど同一の形状である。

12 cm GrW 42 (Granatwerfer 42) とは第二次世界大戦でドイツ国防軍が使用した重迫撃砲である。 
ドイツ国防軍は独ソ戦序盤で鹵獲したソ連赤軍の120mm迫撃砲PM-38を12 cm Granatwerfer 378 (r)の名で使用していたが、鹵獲分だけでは前線部隊の需要をまかない切れなかったので、1941年にはこれに小改良を加えながらもほぼコピーして開発した。そのためほぼ同じ形と性能を持っているが射程がわずかに伸びている。原型用のソ連製砲弾に加えて、ドイツ製の榴弾4種類が発射できた。
歩兵大隊の重火器中隊に所属する重迫撃砲小隊に4門が配備されていた。牽引するときは原型になった120mm迫撃砲PM-38と同じくトレーラーに乗せて弾薬車と一緒に牽引された。
なお、ドイツの迫撃砲は他国の同クラスのものに比べて大型で重いために移動に不向きであり、重迫病と呼ばれる腰痛が迫撃砲を扱う兵士の職業病と言える程に多発していたが、この砲は原型になったソ連軍の迫撃砲と同じく車輪を持っていたためにその軽減に役立った。

## スペック
- 戦闘重量：285 kg[1]
- 砲身長：1,865 mm[1]
- 仰角：45°～84°[1]
- 射角：8°～17°[1]
- 初速：283m/s[1]
- 最大射程：6,050m[1]
- 発射速度：8～10発/分（最大）[1]
- 砲身命数：3,000発[1]
- 砲弾重量：15.6 kg